# Мохаммад Акбар Хорасані
Мохамма́д Акбар Хорасані (нар. 1 жовтня 1961, Урузган) — афганський і український живописець; член Київської обласної організації Національної спілки хужожників України з 2003 року.

## Біографія
Народився 1 жовтня 1961 року в провінції Урузгані в Афганістані. 1994 року закінчив Українську академію мистецтв, де навчався зокрема у Тетяни Голембієвської і Віктора Пузиркова. Працював в Україні на творчій роботі, потім виїхав до Афганістану.

## Творчість
Пише портрети, пейзажі, тематні картини у стилі реалізму. Серед робіт:
- «Дервіш» (1999);
- «Вікна надії» (1999);
- «Зустріч пророків» (1999);
- «Сирена» (2000);
- «Кабул» (2002);
- «Нірвана» (2003);
- «Спілкування» (2003).